# Perissus aemulus
Perissus aemulus är en skalbaggsart som beskrevs av Francis Polkinghorne Pascoe 1869. Perissus aemulus ingår i släktet Perissus och familjen långhorningar. Inga underarter finns listade i Catalogue of Life.